# Liza Colón-Zayas
Liza Colón-Zayas née le 15 juillet 1972 à New York, États-Unis, est une actrice et dramaturge américaine.
Elle est surtout connue pour avoir joué Tina Marrero dans la série comique dramatique The Bear pour laquelle elle a été nommée pour un Primetime Emmy Award de la meilleure actrice dans un second rôle dans une série comique en 2024.

## Biographie
Liza Colón-Zayas est née le 15 juillet 1972 à New York, États-Unis.
Elle a obtenu sa licence en théâtre à SUNY Albany. Elle a grandi dans une famille portoricaine.

### Vie privée
Elle est mariée à l'acteur David Zayas depuis 1998. Ils ont un fils, David Zayas Jr.

## Filmographie

### Cinéma

#### Longs métrages
- 1995 : The Keeper de Joe Brewster : C.O. Melendez
- 2002 : Apartment 5C de Raphaël Nadjari : Yolanda
- 2002 : Infidèle (Unfaithful) d'Adrian Lyne : Une enseignante grognon
- 2004 : Keane de Lodge Kerrigan : L'agent de contrôle des tickets
- 2005 : Heights de Chris Terrio : Ana
- 2006 : La Couleur du crime (Freedomland) de Joe Roth : Bea
- 2006 : Vol 93 : Waleska Martinez
- 2007 : Goodbye Baby de Daniel Schechter : La présentatrice
- 2008 : La Loi et l'Ordre (Righteous Kill) de Jon Avnet : Juge Angel Rodriguez
- 2011 : Margaret de Kenneth Lonergan : L'infirmière
- 2012 : Won't Back Down de Daniel Barnz : Yvonne
- 2013 : All Is Bright de Phil Morrison : La mère
- 2015 : The Stockroom de Victor Cruz : April
- 2016 : American Nightmare 3 : Élections (The Purge: Election Year) de James DeMonaco : Dawn
- 2016 : Beauté cachée (Collateral Beauty) de David Frankel : La mère de Trevor
- 2016 : All At Once de Jon Abrahams : Linda Ramirez
- 2017 : Lost Cat Corona d'Anthony Tarsitano : Jasmine
- 2018 : Breaking Brooklyn de Paul Becker : Mlle Cruz
- 2020 : Mighty de Lola Glaudini : Mighty
- 2020 : Before/During/After de Stephen Kunken et Jack Lewars : Juanita
- 2021 : Naked Singularity de Chase Palmer : Liszt
- 2022 : Allswell de Ben Snyder : Ida
- 2023 : Cat Person de Susanna Fogel : Officier Elaine
- 2024 : Blue et Compagnie (IF) de John Krasinski : Janet

#### Courts métrages
- 2004 : One Year Down de Bill Gullo : Rose
- 2009 : No Exit de Gideon Shmorak : Maria
- 2010 : Apples de Gary Perez : La femme qui rit
- 2013 : Stereotypically Me de Linda Nieves-Powell : Marisol
- 2015 : There Is Another Sky de Juan Caceres : Isabel
- 2016 : Father's Day de Kiki Lambden : La femme à la gare
- 2022 : The Mechanic's Rose de Yucef Mayes : Linda

### Télévision

#### Séries télévisées
- 1994 : New York Undercover : Une femme
- 2000 : Enquêtes à la une (Deadline) : Maxine
- 2001 : New York 911 (Third Watch) : Maria
- 2002 / 2005 / 2022 : New York, police judiciaire (Law and Order) : Sherry Velez / Luisa / Lara Vega
- 2004 : Sex and the City : Melita
- 2004 : La Star de la famille (Hope & Faith) : Rusti
- 2004 / 2012 / 2015 : New York, unité spéciale (Law and Order: Special Victims Unit): Cyndi / Dolores Rodriguez
- 2005 : Jonny Zéro : Lucia
- 2006 : Conviction : M.E. Muldoon
- 2006 : The Bedford Diaries : Dr Stern
- 2007 : Rescue Me : Les Héros du 11 septembre (Rescue Me) : Sarah
- 2008 : Dr House (House M.D.) : Maria
- 2009 : Nurse Jackie : Mme Armando
- 2010 : How to Make It in America : Gloria
- 2010 : Dexter : Paloma Aragon
- 2011 : Louie : Miss Hernandez
- 2011 : Hung : Gloria
- 2016 : Unforgettable : Laura Barton
- 2016 : Blue Bloods : Ana Baez
- 2017 : Bull : Jessica Goodman
- 2018 : Titans : Détective Jessica Perez
- 2019 : David Makes Man : Principal Fallow
- 2019 : Proven Innocent : Lucia Rincon
- 2021 : En analyse (In Treatment) : Rita Ortiz
- depuis 2022 : The Bear : Tina Marrero

#### Téléfilm
- 2009 : L'Honneur d'un Marine (Taking Chance) de Ross Katz : L'agent de contrôle

## Distinctions

### Récompenses
- Emmy Awards 2024 : Meilleure actrice dans un second rôle pour The Bear

### Nominations
- Golden Globes 2025 : Meilleure actrice dans un second rôle dans une série, une mini-série ou un téléfilm pour The Bear